# Emrullah Kokoç
Emrullah Kokoç (* 5. September 1982 in Akçaabat) ist ein türkischer Fußballspieler.

## Karriere
Kokoç begann mit dem Vereinsfußball in der Jugend von Darıcaspor und stieg hier 1999 als Amateurspieler in die erste Mannschaft auf. Anschließend spielte er für die Amateurteams Erzurum Demirspor und Trabzon Tütünspor. Zur Saison 2005/06 unterschrieb er bei Değirmenderespor, dem Vorgängerverein von 1461 Trabzon, seinen ersten Profivertrag. Zum Sommer 2010 wechselte er zum Zweitligisten Orduspor. Mit diesem Verein stieg er zum Saisonende als Play-off-Sieger der TFF 1. Lig in die Süper Lig auf. Nach diesem Erfolg verließ er den Verein und wechselte zum Drittligisten Ünyespor.
Bereits zum Saisonende verließ er Ünyespor und wechselte zur Zweitmannschaft Trabzonspors, zum Zweitligisten 1461 Trabzon. Zur Saison 2013/14 wechselte er innerhalb der Liga zum Neuling Ankaraspor. Nach einer Saison für die Hauptstädter wurde Kokoç von seinem früheren Verein Orduspor verpflichtet. Bereits zur nächsten Winterpause verließ er diesen Verein Richtung Drittligist 1461 Trabzon. Am Ende der Drittligasaison 2014/15 konnte er mit seinem Verein die Play-offs der Liga gewinnen und damit den direkten Wiederaufstieg erreichen.

## Erfolge
Mit Orduspor
- Playoff-Sieger der TFF 1. Lig und Aufstieg in die Süper Lig: 2010/11

Mit 1461 Trabzon
- Play-off-Sieger der TFF 2. Lig und Aufstieg in die TFF 1. Lig: 2014/15